# Hrabstwo Montrose

Piramida wieku hrabstwa

Hrabstwo Montrose (ang. Montrose County) – hrabstwo w stanie Kolorado w Stanach Zjednoczonych.

## Geografia
Według spisu z 2000 roku obszar całkowity hrabstwa obejmuje powierzchnię 2242,6 mili2 (5808,31 km²), z czego 2240,7 mili2 (5803,39 km²) stanowią lądy, a 1,9 mili2 (4,92 km²) stanowią wody. Według szacunków United States Census Bureau w roku 2012 miało 40 725 mieszkańców. Jego siedzibą administracyjną jest Montrose.

### Miasta
- Montrose
- Naturita
- Nucla
- Olathe
- Redvale (CDP)